# Артемидин храм (Крф)
Артемидин храм је архајски грчки храм на Крфу, у Грчкој, саграђен око 580. година пре Христа у древном граду Коркири. Налази се на имању Манастира Светог Теодора, који се налази у предграђу Гарица. Храм је био посвећен Артемиди. Познат је као први дорски храм грађен искључиво каменом. Такође се сматра првом зградом која је садржала све елементе дорског архитектонског стила. Од грчког храмског рељефа из архајског периода сачувано је врло мало, а велики фрагменти групе с педимента су најранији значајни остаци.
Храм је био окружен редом стубова — периптерос са псеудодиптералном конфигурацијом. Површина му је била правоугаона, ширине 23,46 m (77,0 ft) и дужине 49 m (161 ft) с оријентацијом према истоку како би светлост могла да уђе у унутрашњост храма при изласку сунца. Био је то један од највећих храмова свог времена.
Метопа храма је вероватно била украшена јер су у древним рушевинама пронађени остаци рељефа на којима су приказани Ахил и Мемнон. Храм је описан као прекретница античке грчке архитектуре и једно од 150 ремек-дела западне архитектуре. Архитектура Крфског храма можда је утицала на дизајн архајског светилишта пронађеног у Сант’Омобону у Риму, које датира из архајског периода и садржи сличне елементе дизајна. Вилхелм II од Немачке, док се одмарао у својој летњој палати Ахилион на Крфу и док се Европа припремала за рат, био је умешан у ископавања на месту древног храма. Артемидин храм је око 700 м северозападно од Хериног храма у Палаиополису на Крфу. Масивни олтар светилишта је тачно правоугаоног облика и налазио се испред храма. Био је 2,7 м широк и 25 м дуг. Само 8 м његовог северног дела је преостало. Остатак олтара је уграђен у темеље Манастира Светог Теодора.

## Ископавања
Рушевине су током наполеонских ратова пронашли војници француског генерала Франсоаз-Ксавиер Донзелоа док су копали ровове, припремајући се за рововско ратовање.
Вилхелм II од НемачкеВилхелм II од Немачке имао је „доживотну опсесију“ скулптуром Горгона, што се приписује његовом похађању семинара о грчкој археологији док је био на Универзитету у Бону. Семинаре је одржавао археолог Рајнхард Кекуле фон Штрадониц, који је касније постао Кајзеров саветник. Кајзер је, док је боравио у својој летњој палати Ахилион на Крфу и док се Европа припремала за рат, био умешан у ископавања на месту древног храма.
Кајзер је 1911. године, с грчким археологом Федериком Версакисом у име Грчког археолошког друштва и познатим немачким археологом Вилхелмом Дорпфелдом у име Немачког археолошког института, започео ископавања код храма Артемиде на Крфу. Кајзерове активности на Крфу у то време укључивале су и политичка и археолошка питања. Ископавања су укључивала политичко маневрисање због антагонизма који се развио између два главна археолога на локалитету Крфског храма.
Данас је мало тога остало на том месту, а тамо још увек постоје само темељи храма и неки фрагменти. Међутим, постојеће рушевине пружиле су довољно информација за потпуну реконструкцију архитектонских детаља храма.

## Архитектура храма
Зграду су око њеног обима подупирале колонаде које су се састојале од два реда са по осам стубова за предњу и задњу страну зграде, док су бочне стране били подупрте с два реда по седамнаест стубова. 
У средишту храма налазила се правоугаона унутрашња комора или цела 9,4 m (31 ft) широка и 34,4 m (113 ft) дугачка, која је у три простора била подељена двема колонадама од по десет стубова. Храм Артемиде на Крфу и Партенон једини су грчки храмови са осам стубова између анте.
Спољна колонада од осам до седамнаест стубова, која се назива и перистил, била је довољно одвојена од унутрашње коморе да би се у унутрашњости могла додати друга колонада. Крфски храм, међутим, нема ову унутрашњу колонаду, из економских разлога. Ова конфигурација појединачне колонаде, у простору који омогућава другу, назива се псеудодиптерална. Храм Артемиде на Крфу најранији је познати пример овог архитектонског стила.
На предњој и задњој страни храма била су два педимента, од којих је само западни преживио у добром стању, док је источни педимент у фрагментима.  Педименти су били украшени митским фигурама, извајаним у високом рељефу. Ово је први познати пример украшеног педимента у Грчкој. Изгледа да су оба педимента украшена на идентичан начин и имају велики рељеф Горгонске медузе. Скулптуре уграђене у ове педименте сматрају се првим значајнијим примерцима грчке скулптуре из дорске зграде. Западни педимент са осталим архитектонским фрагментима изложен је у Археолошком музеју на Крфу. The New York Times је педимент описао као „најлепши пример постојеће архајске скулптуре у храмовима“.

## Детаљи педимента
На педименту је приказана Медуза на формалан, стилизован начин; њена стопала су распоређена у конфигурацији која сугерише ротацију, што заузврат указује на кретање или лет када се примењује на атрибуте Медузе, посебно Медузина крила. Медуза носи кратку сукњу која омогућава њеним ногама слободу кретања док бежи од Персеја. Њено кретање даље указује на позиционирање ногу у такозваном положају Knielauf који стилски подсећа на свастику.
Горгона је приказана с појасом испреплетених змија; појас је симбол плодности који се традиционално везује за женску репродукцију и сексуалност. Присуство змија, међутим, додаје демонски квалитет као и елемент опасности. Из врата јој зраче још две змије. Медуза личи на божанства "Господарица животиња" нађена на Блиском истоку, као и месопотамског демона Ламашту која је била еквивалент грчког божанства Ламија. 
Њена деца, Пегаз и Хрисаор, налазе се уз њу, упркос чињеници да су рођена после њене смрти. Лице Медузе је одбојно и показује зли „архајски осмех“. Пантери, са страна Медузе, служе као чувари храма и гледају напоље као да желе визуелно да прегледају свој домен. Мање величине леопарда чувара указују на то да је архајски вајар желео да одвоји животиње од свог окружења.
Глава фигуре Медузе сукобљава се с обрисима педимента и изазива застрашујући ефекат. Такође се сугерише да, пошто је необично да Артемида не буде приказана на педименту сопственог Храма, Медуза може представљати хтоничну или демонску страну Артемиде, јер су оба ентитета била покровитељи животиња. Верује се да је функција фигура Медузе и пантера апотропејонска, односно њихова функција је била да одврате зло и спрече га да уђе у храм.   
Иза леопарда на левој страни седи лик. Приказано је да је фигуру напала фигура која носи копље која је нестала с педимента.
Иза седећег лика, с његове леве стране, лежи брадати лик мртвог ратника, окренут према педименту. Иза леопарда десно приказане су две фигуре. Верује се да је стајаћа фигура најближа леопарду Зевс који је приказан у делимичном профилу како баца гром на другу фигуру која је окренута ка педименту. Лик је представљен с брадом и клечи. С десне стране ових фигура, верује се да је постојао још један рељеф мртвог ратника. 
Постоје разлози да се претпостави да је седећа фигура Реа или Хрон, у ком случају сцене приказане десно и лево од леопарда могу приказивати једноставно, Титаномахију, битку између богова и Титана, што би се боље уклопило с голобрадим (тј. млађим) Зевсом, који се ретко приказује без браде. Такође постоје аргументи да седећа фигура илуструје краља Пријама од Троје који је убијен од стране грчког јунака Неоптелема и да је сцена на левој страни је инспирисана Тројанским ратом. Ако је то случај, онда постоје две теме које су присутне на педименту: Заузимање Троје и Гиганти, борба између богова и Гиганта.
Будући да ове фигуре нису повезане с легендом о Медузи, сматра се да апотропејска функција храмовних симбола попут Медузе и пантера, као чувара Храма, почиње да се замењује идејом употребе фигура и тема из митских прича као украс храма. Декоративна функција је временом превладала над апотропејском.

## Филм
Поглед горгоне је филм-поема коју је креирао Тони Харисон, а који истражује политику сукоба у 20. веку користећи Горгону као метафору. Нарација филма је изведена кроз уста статуе јеврејског песника Хајнриха Хајнеа, коју је Вилхелм II  уклонио из Ахилиона након што је од царице Елизабете Аустријске преузео власништво над палатом. Филм описује везу између Хајнеа, крфске горгоне и Кајзера, који је био опседнут горгоном.